# 田染荘

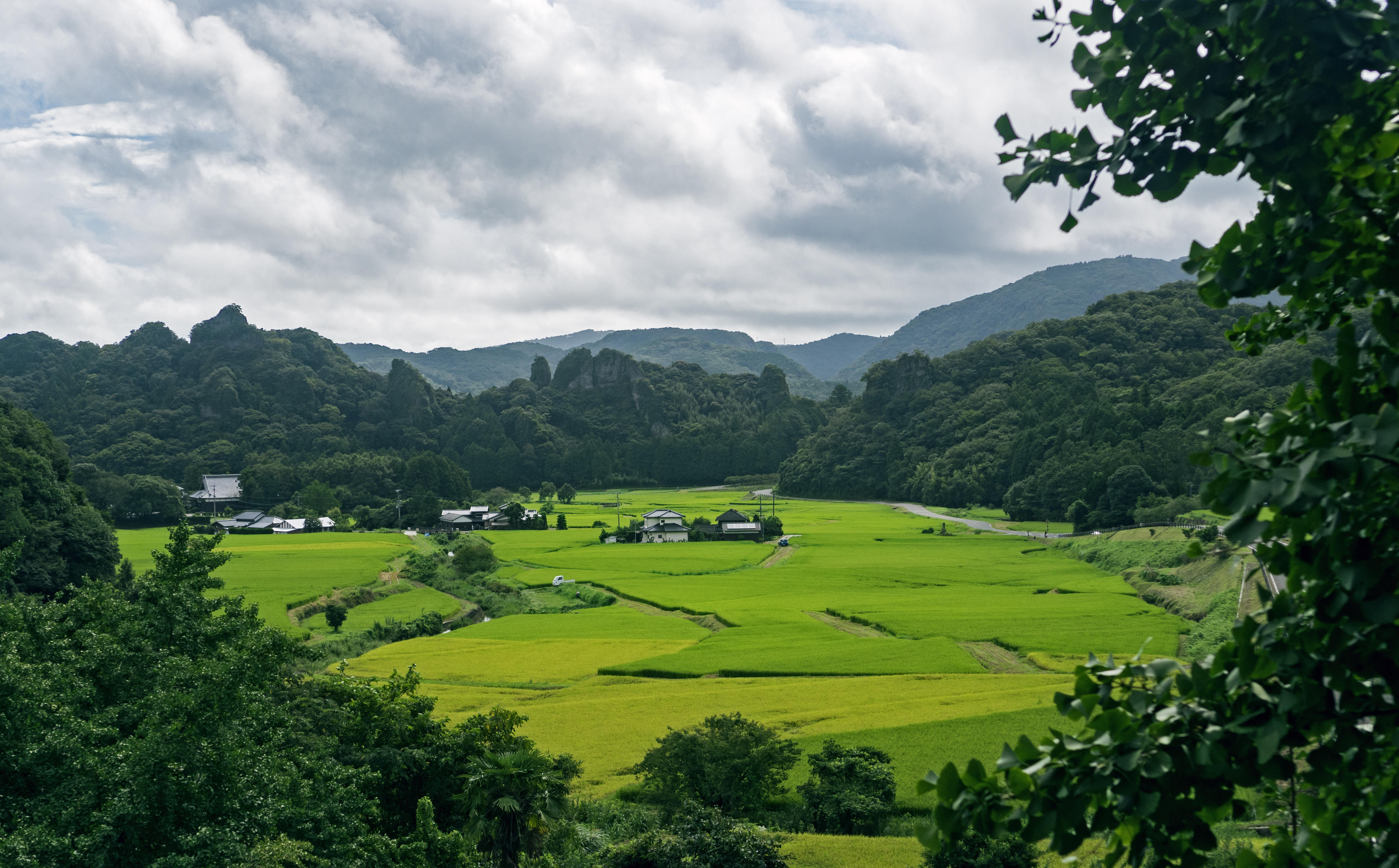
田染荘展望台から東を望む。下の画像の展望台とは別位置。

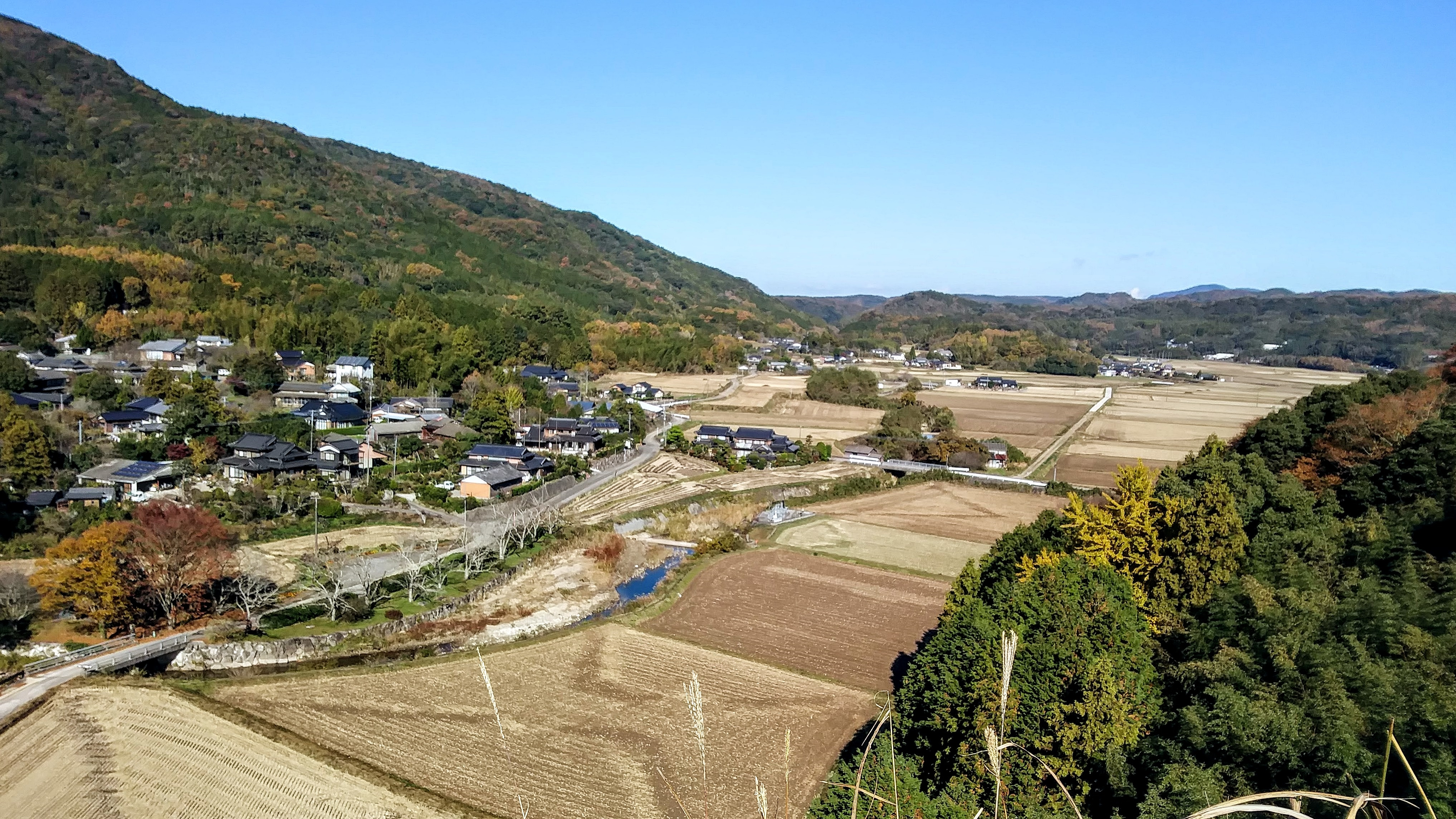
田染展望台（世界農業遺産ビュースポット）から北を望む。

田染荘（たしぶのしょう）は、豊後国国東郡（現在の大分県豊後高田市）にあった宇佐神宮の荘園。田染荘の小崎地区には現在も、平安時代、鎌倉時代の集落や水田の位置がほとんど変わらずに残されているとされる。

## 概要
椀を伏せたような形をした国東半島には、両子山を中心として四方へと谷筋が走り、古代にはこの谷筋に沿って六郷と呼ばれる6つの集落が形成され、そのうち半島の西側にあたるこの地には田染郷があった。
743年の墾田永年私財法などによって、開墾した田畑の私有が認められるようになると、田染郷でも雨引神社や宇佐神宮によって水田が開墾され、11世紀前半には田染荘が形成された。やがて田染荘は九州に2万町歩を超す荘園を有する屈指の荘園主であった宇佐神宮に支配されるようになり、宇佐神宮の「本御荘十八箇所」と呼ばれる荘園のひとつとして重視された。
鎌倉時代後期になると、宇佐神宮による支配が緩み、一時は小田原氏などの関東の御家人が領有するところとなった。しかし、元寇が起こると、その撃退に宇佐神宮などの寺社の祈祷が功を奏したと考えられたため、1281年（弘安4年）には、寺社に領地を返還することを命じる神領興行法が発せられ、田染荘は宇佐神宮に返還された。以降、田染荘は、宇佐神宮の神官の子孫が田染氏を名乗り、支配することとなった。

## 現状
田染荘の小崎地区には、国東半島の谷筋にあるため、狭隘な谷間に細かく区画された棚田が形成されている。この景色は、平安時代あるいは鎌倉時代から集落や水田の位置がほとんど変わらずに残されているものであるという。現代に入っても、大規模な圃場整備（ほじょうせいび）やコンクリートの用水路などを選ばず、親水性の小川や遊歩道的な農道を設けることにより、田染荘の景観を維持・保存する努力が続けられている。2010年には地区内の92ヘクタールが文化財保護法に基づき、「田染荘小崎の農村景観」の名称で国の重要文化的景観として選定された。また、近年では、農作業体験や農家民泊などのアグリツーリズムにより地域を活性化する試みが始められている。

## 位置
- 豊後高田市田渋小崎 - 地理院地図
- 田渋小崎 - Google マップ